# Nikolai Fogtmann
Nikolai Fogtmann (16. november 1788 i Sønder Bork i Ribe Stift – 13. september 1851 i Aalborg) var en dansk biskop.
Faren, Hans Bertram Fogtmann (død 1814), var præst i Sønder Bork i Ribe Stift; moren hed Agathe født Borch (død 1841). Han dimitteredes fra Ribe Katedralskole 1808, blev teologisk kandidat 1814, var et år lærer ved Borgerdyd- og ved Metropolitanskolen, hvorefter han 1815 blev adjunkt og 1820 overlærer ved Herlufsholm. Efter 1821 at være blevet lic.theol. udnævntes han 1822 til lektor i moral ved Sorø Akademi. Her vandt han den meget formående amtmand, siden kancellipræsident, P.C. Stemanns velvilje, der bidrog til, at han, efter 1826 at have disputeret for den teologiske doktorgrad, 1830 blev professor i teologi ved Københavns Universitet, 1831 biskop over Ribe Stift og 1833 forflyttet til Aalborg. 1845 blev han kommandør af Dannebrog og døde 13. september 1851. – Han ægtede 1837 Frida Hesselaida Dons (født 1805), datter af etatsråd Simon Andersen Dons, ejer af Frederiksdal på Lolland. Hun døde allerede 1840.

Fogtmanns forfattervirksomhed har kun været ubetydelig; den indskrænker sig til mindre afhandlinger, dels lærde, dels i forskellige tidsskrifter om dagens spørgsmål eller litterære emner. Dog skrev han i Sorø en lærebog i religion for latinskolerne (1823), der opnåede tre oplag og vistnok de fleste steder afløste Peder Krog Meyers. Uagtet forfatteren har en ærlig vilje til at fremstille kirkens lære, er han dog stærkt berørt af sin tids teologi. Allerede hans egen samtid fandt det betænkeligt, at han afveg fra Nicolai Edinger Balles lærebog, for eksempel ved at betragte fortællingen om syndefaldet som en billedlig fremstilling. han hørte i øvrigt til de teologer, som fulgte godt med i den udvikling, der foregik i hans tid. Hans kollega ved universitetet H.N. Clausen siger om ham: 
| „ | Der var noget pikant ved Fogtmanns Personlighed, som i Grunden skyldtes smaa og simple Midler, en vis Naivitet i Opfattelse, Tankesæt og Udtryksmaade. Ved Begivenheder, Personer, ved andres Frembringelser i Skrift og Tale var det alle Haande enkelte Smaatræk, sådanne, som almindelig blive oversete eller lidet ænsede, der uvilkaarlig tildrog sig hans Opmærksomhed og fæstede sig i Hukommelsen | “ |

 Men han føjer til, at ved siden heraf var der en fremtrædende mangel på større åndeligt omsyn og overblik, og at Fogtmann som biskop levede et lidet bemærket liv. Denne karakteristik er vistnok overmåde træffende; når vi støder på ytringer af Fogtmann, er der ofte noget mærkeligt friskt og originalt ved dem; det er øjensynligt, at det er en mand, der ser med sine egne øjne og er uafhængig af de partihensyn, der bandt så mange af hans samtidige. Da N.F.S. Grundtvig udgav sit Frisprog mod Biskop Mynsters Alterbogsforslag (1839), fældte Fogtmann den træffende dom over dette, at han vel havde ret i nogle "Poster", men uret i alle "Maader". Han manglede heller ikke forståelse af den betydning, der lå i grundtvigs fremhævning af trosbekendelsen; da Jacob Peter Mynster havde udtalt, at "man ikke kunne nægte en Kirke Navn af kristelig, som opstillede en anden Trosbekjendelse", nedlagde Fogtmann indsigelse herimod, for så vidt derved tænktes på nogen forandring af trosbekendelsens indhold.
Når han afgav erklæring over de forskellige reformforslag, som den gang forhandledes, var han al tid den liberaleste af biskopperne. Han var ikke bange for at gå ind på sognebåndsløsningen, som han mente kun ville blive brugt, hvor dens brug var en samvittighedssag. For mange præster ville det være en gavnlig spore eller tømme, når de vidste, at man ikke var uopløselig bundet til deres kirke, og mange lægfolk ville hellere holde sig til deres egen præst og kirke, når de vidste, at det ikke var dem forment at søge en anden. Da han skulle erklære sig over Mynsters alterbogsforslag, stemte han afgjort imod den bekendte forandring ved barnedåben, at barnet ikke direkte skulle spørges om sin tro; der var, siger han, intet væsentligt vundet derved, og han forudsagde med god grund, at ingen af de foreslåede forandringer ville vække så megen uvilje som denne. Mærkeligst er det, at han endog 1842 foreslog, at der skulle gives baptisterne religionsfrihed på de vilkår, de selv havde opstillet. Han antog, at den religiøse og moralske rigorisme, der herskede hos baptisterne, kunne blive en gavnlig modvægt mod den slaphed, der ofte fandtes i statskirken; i de små sekteriske samfund, siger han, kan der findes "en højere Religiøsitet og en større Moralitet, end der kan ventes blandt Statskirkens Medlemmer i det hele". Derfor bør statens love ikke lægge hindringer i vejen for dem.
Men når Fogtmann således enten i private breve eller i embedserklæringer havde sagt sin mening, lod han det blive derved; han gjorde intet forsøg på, ja synes næppe at have brudt sig om, at gennemføre sine anskuelser praktisk. Mænd af den art skulle nok komme til at føre et lidet bemærket liv, og det spor, de have trådt, bliver hurtig udvisket.